# Faham
Jumellea fragrans
Espèce
Synonymes
- Aeranthes fragrans (Thouars) Rchb.f.[1]
- Aerobion fragrans (Thouars) Spreng.[1]
- Angraecum fragrans Thouars[1]
- Epidorkis fragrans (Thouars) Kuntze[1]

Statut CITES
Le Faham, Jumellea fragrans (Thouars) Schltr., est une espèce de plantes à fleurs de la famille des Orchidaceae. C'est une orchidée endémique des Mascareignes. 
En dépit de sa rareté croissante à La Réunion, celle-ci y est traditionnellement récoltée dans la nature pour confectionner le rhum arrangé. Elle apporte à ce breuvage son goût de caramel caractéristique. Elle est aussi utilisée en tisane dans la médecine traditionnelle réunionnaise pour soigner le rhume.
Le principal composant aromatique est la coumarine.
Comme beaucoup d'Orchidacées sauvages, le Faham est visé par la Convention sur le commerce international des espèces de faune et de flore sauvages menacées d'extinction (« Convention de Washington »), et relève à ce titre de son annexe II. Son commerce hors de La Réunion ou hors de Maurice est théoriquement strictement soumis à la délivrance d'un permis d'exportation.

## Informations complémentaires
- Endémisme dans les Mascareignes.

## Lieu
Le Faham est le nom donné à son restaurant par la cheffe étoilée d'origine réunionnaise Kelly Rangama.